# Кінець фільму

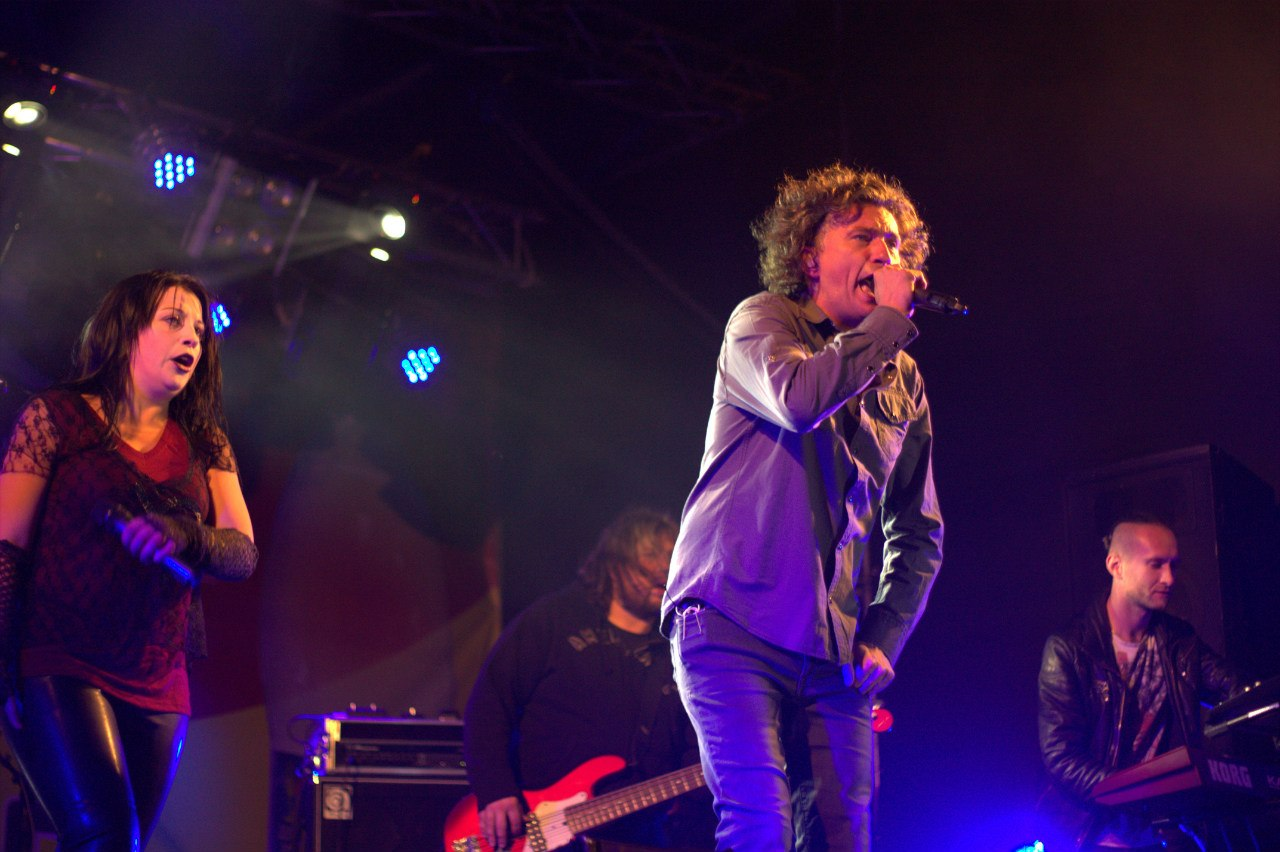

«Кінець фільму» — неофіційний фанатський альбом-збірник останніх пісень Андрія Кузьменка та гурту «Скрябін». Офіційно не видавався, доступний для прослуховування в інтернеті. Опублікований влітку 2015 року вже після смерті Кузьми 
До альбому входять останні студійні записи та демо-записи, також пісня Маршрутка яка повинна була увійти у альбом «Радіо Любов», але з невідомих причин не ввійшла.
Дизайн обкладинки — Леонід Волошенюк.

## Композиції
| #     | Назва                 | Автор слів   | Автор музики | Тривалість |
| ----- | --------------------- | ------------ | ------------ | ---------- |
| 1.    | «Прогноз погоди»      | А. Кузьменко | А. Кузьменко | 03:17      |
| 2.    | «Лист до президентів» | А. Кузьменко | А. Кузьменко | 03:13      |
| 3.    | «Українці»            | А. Кузьменко | А. Кузьменко | 03:51      |
| 4.    | «Сука війна»          | А. Кузьменко | А. Кузьменко | 04:36      |
| 5.    | «Маленька дівчинка»   | А. Кузьменко | А. Кузьменко | 03:05      |
| 6.    | «Останній ангел»      | А. Кузьменко | А. Кузьменко | 03:50      |
| 7.    | «Сінтіпоп»            | А. Кузьменко | А. Кузьменко | 06:48      |
| 8.    | «Екскаватор»          | А. Кузьменко | А. Кузьменко | 04:29      |
| 9.    | «Кінець фільму»       | А. Кузьменко | А. Кузьменко | 04:10      |
| 10.   | «Маршрутка»           | А. Кузьменко | А. Кузьменко | 03:10      |
| 38:75 |                       |              |              |            |

## Цікаві Факти
1. Пісню «Кінець фільму» записали ще 2014 року та планували додати до альбому під назвою «25». Але, зрештою, коли цього не сталося, трек лишився чекати свого часу і був опублікований лише за кілька днів до смерті Кузьми.
2. Пісня «Прогноз Погоди» остання студійка, записана Андрієм Кузьменко та гуртом «Скрябін».
3. Вперше був опублікований 27 серпня 2015 року на сторінці Леоніда Волошенюка.Одного з фанів гурту,він же ж і зібрав демки в один альбом і став дизайнером.[21]
4. Леонід Волошенюк також є автором пісні «Пам'яті Кузьми Скрябіна» (Чому пішов від нас так рано) [22][23][24][25]
5. Перед трагічною загибеллю Андрій встиг записати демо до пісні «Лист до президентів», де музикант звертається до колишніх і нинішніх глав держави. Пізніше українські артисти записали звернення, в якому декламують рядки з пісні.[17][26]
6. В 2022 році був зроблений ремастеринг альбому.Також фан-аккаунтом на ютубі "МузВідео"[27]